# Cameron Dallas
Cameron Alexander Dallas (Whittier, California, Estados Unidos; 8 de septiembre de 1994), más conocido como Cameron Dallas, es un Viner, actor, youtuber, cantante y modelo estadounidense, que saltó a la fama a través de la aplicación Vine.

## Carrera
Cameron Dallas comenzó su carrera en septiembre del 2013 publicando vines con sus amigos además se promocionó a él mismo como modelo en Instagram. Tiene actualmente 21.2 millones de seguidores en Vine, 16.5 millones en Twitter y 21.1 millones de seguidores en Instagram.
En abril de 2014, el CEO de AwesomenessTV, Brian Robbins, anunció que estaba haciendo una película protagonizada por Cameron Dallas. La película, titulada Expelled, fue estrenada ese mismo año, el 12 de diciembre.
El 19 de abril de 2015, Cameron Dallas lanzó su sencillo debut «She Bad», el cual cuenta con 42 millones de reproducciones en Youtube. En esta última plataforma tiene 5.7 millones de suscripciones a su canal. El 5 de mayo de 2015 hizo una colaboración con Daniel Skye con la canción «All I Want is you», en la parte intermedia, haciendo rimas con un tono de voz grave. El "Lyric Video" lleva 26 millones de reproducciones.
En mayo del 2015 apareció en dos episodios de la serie de televisión NBC American Odyssey. En ese año, también apareció en The Outfield junto con Nash Grier, Joey Bragg y Caroline Sunshine. La película fue lanzada el 10 de noviembre de 2015.
Cameron fue modelo de Calvin Klein, y exmiembro de la primera generación del "MAGCON Tour" (Meet & Greet Convention), en donde un grupo de chicos van a diferentes países a conocer e interactuar con fanes de todo el mundo.
Dallas estrenó una serie sin guion en Netflix, titulada "Chasing Cameron". La fecha de lanzamiento fue el 27 de diciembre de 2016.
En el 2020 sacó su primer álbum titulado «Dear Scarlett» el cual fue lanzado el día de su cumpleaños. Actualmente, se dedica al modelaje.

## Vida personal
Cameron Dallas ha descrito su origen étnico como mitad escocés, un cuarto alemán y un cuarto mexicano. Fue criado por su madre Gina y tiene una hermana mayor, Sierra Dallas, quién también se ha desempeñado en el ámbito de YouTube.

## Filmografía

### Películas
| Año  | Título       | Rol            | Notas        |
| ---- | ------------ | -------------- | ------------ |
| 2013 | Frog Kingdom | Freddie        | Voz          |
| 2014 | Expelled     | Felix O'Neil   | Protagonista |
| 2015 | The Outfield | Frankie Payton | Protagonista |

### Series de televisión
| Año  | Título           | Rol      | Notas        |
| ---- | ---------------- | -------- | ------------ |
| 2015 | AwesomenessTV    | Él mismo | 2 episodios  |
| 2015 | American Odyssey | Cameron  | 2 episodios  |
| 2016 | Chasing Cameron  | Él mismo | 10 episodios |

## Discografía
- She Bad (2015)
- Featuring Daniel Skye - All I Want (2015)
- Take You (2015)
- Why Haven’t I Met You? (2018)
- Helpless (2020)
- Secrets (2020)
- Dangerous (2020)
- Used to Me (2020)
- Would you (2020)
- Dear Scarlett (2020)
- Erase The Pain (2020)

## Premios y nominaciones
| Año  | Trabajo nominado            | Premio                      | Resultado |
| ---- | --------------------------- | --------------------------- | --------- |
| 2014 | Teen Choice Awards          | Choice Web: Viner           | Ganador   |
| 2015 | Teen Choice Awards          | Choice Web Star: Male       | Ganador   |
| 2015 | Teen Choice Awards          | Choice Web: Viner           | Ganador   |
| 2016 | 42nd People's Choice Awards | Favorite Social Media: Star | Nominado  |
| 2016 | Teen Choice Awards          | Choice Web Star: Male       | Nominado  |
| 2016 | Teen Choice Awards          | Social Media Web: King      | Ganador   |